# U–213
Az U–213 tengeralattjárót a német haditengerészet rendelte a kieli F. Krupp Germaniawerft AG-tól 1940. február 16-án. A hajót 1941. augusztus 30-án állították szolgálatba. Három harci bevetése volt. Hajót nem süllyesztett el.

## Pályafutása
Az U–213 1942. január 26-án futott ki első járőrútjára, kapitánya Amelung von Varendorff volt, aki az U–47 fedélzetén részt vett a az HMS Royal Oak elsüllyesztésében 1939. október 14-én a Brit Királyi Haditengerészet Scapa Flow-i horgonyzóhelyén.
A tengeralattjáró 1942. február 7-én megközelítette az ON–63-as konvojt, de a szövetséges hadihajók észrevették, és a felszín alá kényszerítették. A mélységi bombák kisebb károkat okoztak a hajóban, csakúgy, mint május 15-én, amikor egy romboló meglepte a ködben a felszínen úszó U–213-at a Maine-öbölben. Egy nappal korábban a hajó a kanadai parti vizekig vitte az Abwehr ügynökét, Marius Alfred Langbeint, akinek a Grete-hadművelet keretében a szövetségeses konvojokról kellett információt szereznie.
A tengeralattjárót 1942. július 31-én, az Azori-szigetektől délkeletre felfedezte az HMS Erne, az HMS Rochester és az HMS Sandwich brit naszád. A mélységi bombák elpusztították az U–213-at és ötvenfős legénységét.

## Kapitány
| Név                    | Kezdőnap            | Zárónap          |
| ---------------------- | ------------------- | ---------------- |
| Amelung von Varendorff | 1941. augusztus 30. | 1942. július 31. |

## Őrjárat
| Indulás   | Indulónap         | Érkezés | Zárónap           |
| --------- | ----------------- | ------- | ----------------- |
| Helgoland | 1942. január 26.  | Brest   | 1942. március 20. |
| Lorient   | 1942. április 25. | Lorient | 1942. június 20.  |
| Brest     | 1942. július 23.  | *       | 1942. július 31.  |

* A tengeralattjáró nem érte el úti célját, elsüllyesztették